# گاریگولز
گاریگولز (به اسپانیایی: Garrigolas) یک منطقهٔ مسکونی در اسپانیا است که در بایکس امپوردا واقع شده‌است. گاریگولز ۹٫۴ کیلومتر مربع مساحت دارد.